# Mille Miglia 1954
Navigation
Édition précédente Édition suivante
Les Mille Miglia 1954, sont disputées le 2 mai 1954 en Italie.

## Course

### Classement de la course
| Pos. | N°   | Catégorie | Pilote                  | Copilote                 | Écurie                    | Voiture                                 | Temps              | Abandon         |
| ---- | ---- | --------- | ----------------------- | ------------------------ | ------------------------- | --------------------------------------- | ------------------ | --------------- |
| 1    | 602  | S+2.0     | Alberto Ascari          |                          | Scuderia Lancia           | Lancia D24                              | 11 h 26 min 10 s   |                 |
| 2    | 523  | S2.0      | Vittorio Marzotto       |                          | Scuderia Ferrari          | Ferrari 500 Mondial                     | 12 h 00 min 01 s   |                 |
| 3    | 500  | S2.0      | Luigi Musso             | Augusto Zocca            | Officine Alfieri Maserati | Maserati A6GCS/53                       | 12 h 00 min 10 s   |                 |
| 4    | 601  | S+2.0     | Clemente Biondetti      |                          | Clemente Biondetti        | Ferrari 250 MM Morelli Spider           | 12 h 15 min 36 s   |                 |
| 5    | 506  | S2.0      | Bruno Venezian          | Massimo Orlandi          | Officine Alfieri Maserati | Maserati A6GCS                          | 12 h 27 min 43 s   |                 |
| 6    | 351  | S1.5      | Hans Herrmann           | Herbert Linge            | Porsche                   | Porsche 550 Spyder                      | 12 h 35 min 44 s   |                 |
| 7    | 440  | GT+1.5    | Gugliemo Serafini       | Carlo Mancini            | Scuderia Lancia           | Lancia Aurelia B20                      | 12 h 47 min 12 s   |                 |
| 8    | 326  | T+1.3     | Piero Carini            | A. Artesiani             |                           | Alfa Romeo 1900TI                       | 12 h 51 min 52 s   |                 |
| 9    | 439  | GT+1.5    | Carlo Leto di Priolo    | Salvatore Leto dr Prilol |                           | Fiat 8V Zagato                          | 12 h 52 min 38 s   |                 |
| 10   | 343  | S1.5      | Giulio Cabianca         |                          |                           | O.S.C.A. MT4 1500                       | 12 h 55 min 08 s   |                 |
| 11   | 305  | T+1.3     | Mario Della Favera      | R. Artusi                |                           | Alfa Romeo 1900TI                       | 12 h 56 min 10 s   |                 |
| 12   | 428  | GT+1.5    | Paolo Petrobelli        | Evelino Cremonesi        |                           | Lancia Aurelia B20                      | 13 h 09 min 42 s   |                 |
| 13   | 553  | S+2.0     | Ilfo Minzoni            | Giovannu Brinci          |                           | Ferrari 212 Export                      | 13 h 10 min 34 s   |                 |
| 14   | 516  | S2.0      | Franco Cortese          | E. Perrucchini           |                           | Ferrari 500 Mondial                     | 13 h 12 min 38 s   |                 |
| 15   | 512  | S2.0      | Enrico Sterzi           | O. Rossi                 |                           | Ferrari 500 Mondial Pinin Farina Spyder | 13 h 14 min 33 s   |                 |
| 16   | 425  | GT+1.5    | Ferdinando Gatta        | Giuseppe Azzini          |                           | Lancia Aurelia B20                      | 13 h 16 min 06 s   |                 |
| 17   | 430  | GT+1.5    | Franco Ribaldi          | Romano Basili            |                           | Lancia Aurelia B20                      | 13 h 19 min 49 s   |                 |
| 18   | 416  | GT+1.5    | Pierpaolo Poillucci     | Manilo Poillucci         |                           | Fiat 8V                                 | 13 h 25 min 29 s   |                 |
| 19   | 534  | S+2.0     | Innocente Baggio        | E. Berni                 |                           | Ferrari 375 MM Berlinetta               | 13 h 31 min 38 s   |                 |
| 20   | 524  | S2.0      | Luigi Oiotti            | Bruno Cavallari          |                           | O.S.C.A. MT4 1100                       | 13 h 31 min 52 s   |                 |
| 21   | 411  | GT+1.5    | Olivier Gendebien       | Charles Fraikin          | Olivier Gendebien         | Jaguar XK120                            | 13 h 34 min 03 s   |                 |
| 22   | 312  | T+1.3     | Lino Franceschetti      | Polo Meo                 |                           | Alfa Romeo 1900TI                       | 13 h 38 min 12 s   |                 |
| 23   | 550  | S+2.0     | Lance Macklin           |                          |                           | Austin-Healey 100                       | 13 h 38 min 34 s   |                 |
| 24   | 433  | GT+1.5    | Eugenio Lubich          | Luigi Villotti           |                           | Lancia Aurelia B20                      | 13 h 40 min 39 s   |                 |
| 25   | 444  | GT+1.5    | Piero Siena             | Antonio Negri Bevilacqua |                           | Lancia Aurelia B20                      | 13 h 41 min 55 s   |                 |
| 26   | 431  | S2.0      | Ottavio Randaccio       | P. E. Serboli            |                           | Lancia Aurelia                          | 13 h 42 min 45 s   |                 |
| 27   | 528  | S2.0      | Maurice Gatsonides      | W. Ken Richardson        |                           | Triumph TR2                             | 13 h 52 min 31 s   |                 |
| 28   | 317  | T+1.3     | Siro Sbraci             | Giudizi                  |                           | Alfa Romeo 1900TI                       | 13 h 53 min 12 ss. |                 |
| 29   | 229  | GT1.5     | Richard von Frankenberg | Heinrich Sauter          | Porsche                   | Porsche 356 1500 Super                  | 13 h 53 min 50 s   |                 |
| 30   | 331  | T+1.3     | Franco Marenghi         | Franco Concari           |                           | Alfa Romeo 1900 TI                      | 14 h 00 min 53 s   |                 |
| 33   | 228  | GT1.5     | Walter Hampel           | Wolfgang von Trips       | Porsche                   | Porsche 356 1300 Super                  | 14 h 11 min 23 s   |                 |
| 34   | 219  | GT1.5     | Max Nathan              | Helmut Glöckler          |                           | Porsche 356 1300 Super                  | 14 h 13 min 14 s   |                 |
| 36   | 424  | GT+1.5    | Michel Parsy            | Georges Guyot            |                           | Jaguar XK120                            | 14 h 17 min 00 s   |                 |
| 41   | 156  | T1.3      | Ersilio Mandrini        | M. Ferraris              |                           | Fiat 1100/103 TV                        | 14 h 34 min 35 s   |                 |
| 52   | 457  | S2.0      | Consalvo Sanesi         | Giuseppe Cagna           |                           | Alfa Romeo 1900 TI                      | 14 h 46 min 06 s   |                 |
| 55   | 349  | S1.5      | Gilberte Thirion        | Annie Bousquet           | Thirion/Bousquet          | Gordini T15S                            | 14 h 49 min 47 s   |                 |
| 65   | 2320 | S750      | René Phillippe Faure    | Claude Storez            |                           | DB HBR Panhard                          | 15 h 03 min 16 s   |                 |
| 66   | 2206 | T750      | Jean Rédélé             | Louis Pons               |                           | Renault 4CV                             | 15 h 04 min 33 s   |                 |
| 86   | 028  | T1.3      | Roberto Lippi           | V. Galenda               |                           | Fiat 1100/103                           | 15 h 35 min 12 s   |                 |
| 94   | 507  | S2.0      | Leslie Brooke           | Jack Fairman             |                           | Triumph TR2                             | 15 h 42 min 16 s   |                 |
| 100  | 2137 | T750      | Marino Guarnieri        | Danilo Brancalion        |                           | Renault 4CV                             | 15 h 53 min 41 s   |                 |
| 159  | 2341 | S750      | Marino Brandoli         | Johnny Claes             |                           | Marino-Fiat Coupe                       | 18 h 49 min 59 s   |                 |
| 177  | 2101 | T750      | Domenico Stragliotto    | Adolfo Montorio          |                           | Iso Isetta                              | 22 h 10 min 02 s   |                 |
| Abd. | 253  | T+1.3     | Andre Pouschol          | F. Saisse                |                           | Citroën 15 Six                          |                    | Accident mortel |
| Abd. | 409  | S1.5      | Nello Pagani            |                          | Giacomo Pagani            | Stanguellini Bialbero                   |                    | ?               |
| Abd. | 519  | S2.0      | F. Mancini              | S. Dal Cin               |                           | Maserati A6GCS                          | 6 h 31 min 38 s    | Accident mortel |
| Abd. | 526  | S+2.0     | Paolo Marzotto          | Marino Marini            | Scuderia Ferrari          | Ferrari 375 Plus                        | 5 h 45 min 57 s    | Accident        |
| Abd. | 538  | S+2.0     | Gianni Marzotto         | Gioia Tortima            | Scuderia Ferrari          | Ferrari 375 Plus                        |                    | Pilote malade   |
| Abd. | 539  | S+2.0     | Reg Parnell             | Louis Klementaski        | David Brown               | Aston Martin DB3S                       |                    | Accident        |
| Abd. | 540  | S+2.0     | Eugenio Castellotti     |                          | Scuderia Lancia           | Lancia D24                              |                    | Distribution    |
| Abd. | 541  | S+2.0     | Gino Valenzano          |                          | Scuderia Lancia           | Lancia D24                              |                    | Accident        |
| Abd. | 545  | S+2.0     | Umberto Maglioli        |                          | Scuderia Ferrari          | Ferrari 375 Plus                        | 5 h 41 min 51 s    | Accident        |
| Abd. | 546  | S+2.0     | Piero Scotti            |                          | Piero Scotti              | Ferrari 375 Plus                        | 6 h 12 min 53 s    | Accident        |
| Abd. | 547  | S+2.0     | Piero Taruffi           |                          | Scuderia Lancia           | Lancia D24                              | 5 h 30 min 19 s    | Perte d'huile   |
| Abd. | 548  | S+2.0     | Franco Bordoni          | Cetti Sarbelloni         | Franco Bordoni            | Gordini T24S                            |                    | Accident        |
| Abd. | 549  | S+2.0     | Gerino Gerini           | Luciano Donazzolo        |                           | Ferrari 250 MM                          |                    | ?               |
| Abd. | 558  | S+2.0     | Enrico Anselmi          |                          |                           | Lancia Aurelia B20                      |                    | ?               |
| Abd. | 606  | S+2.0     | Tommy Wisdom            | Mortimer Morris-Goodall  | Donald Healey             | Austin-Healey 100                       | 8 h 02 min 30 s    | ?               |
| Abd. | 547  | S+2.0     | Louis Chiron            |                          | Donald Healey             | Austin-Healey 100                       |                    | Tuyau de frein  |
| Abd. | 606  | S+2.0     | Giuseppe Farina         |                          | Scuderia Ferrari          | Ferrari 375 Plus                        |                    | Accident        |
| Abd. | 609  | S+2.0     | Peter Collins           | Pat Griffith             | David Brown               | Aston Martin DB3S                       | 6 h 08 min 45 s    | Accident        |
| Abd. | 613  | S+2.0     | George Abecassis        | Denis Jenkinson          | H. W. Motors              | HWM Jaguar                              |                    | Amortisseur     |
| Abd. | 2215 | T750      | Robert Manzon           | Maurice Foulgoc          |                           | Renault 4CV                             |                    | ?               |
| Abd. | 2224 | T750      | Guy Monraisse           | Jacques Féret            |                           | Renault 4CV                             | 8 h 31 min 43 s    | ?               |